# Nuatabu
Nuatabu é uma ilha do Kiribati, sendo uma subdivisão de Tarawa.